# Хлебодарское
Хлебода́рское (укр. Хлібодарське) — посёлок в Беляевском районе Одесской области Украины.

## Географическое положение
До центра Одессы 14 км, к железнодорожному вокзалу 13 км, до Таирова 14 км, до поселка Котовского 13 км.
Крупный рынок стройматериалов «У двух столбов» в 1 км, вещевой оптовый рынок «Седьмой километр» на удалении шести км.

## История
Посёлок создан в феврале 1987 года.
Президиум Верховного Совета УССР номером акта 3575-XI от 16.02.1987 года постановил присвоить построенному населённому пункту наименование посёлок Хлебодарское.
В январе 1989 года численность населения составляла 2769 человек.
В июле 1995 года было возбуждено дело о банкротстве находившегося здесь научно-производственного объединения "Элита".
На 1 января 2013 года численность населения составляла 2310 человек.

## Современное состояние
В Хлебодарском расположены предприятия пищевой промышленности (завод по изготовлению колбас «Південь» и рыбный комбинат) и два исследовательских института (инженерно-технологический институт "Биотехника" Национальной академии аграрных наук Украины и аграрный – Институт сельского хозяйства Причерноморья).
В Хлебодарском расположены лечебно-профилактическое учреждение, общеобразовательная школа (Хлібодарська загальноосвітня школа І-ІІІ ступенів) и детский сад. Присутствуют учреждения и предприятия обслуживания.

## Транспорт
Собственное маршрутное такси №540 (пгт. Хлебодарское — Автостанция «Привоз» ), также здесь останавливаются маршрутки пригородного транспорта(72А, 72Т, 560, 575, 75). Хорошая транспортная развязка, легко добраться до города.